# Rimski Šančevi
Rimski Šančevi, en français Les-Tranchées-Romaines, est un quartier industriel, écologique et pavillonnaire du district de Klisa, à Novi Sad, en Voïvodine. Elle se situe géographiquement au nord de la ville. La décharge de la municipalité se trouve à l'Est de Rimski Šančevi. Les rassemblements d'écologistes ont lieu dans le quartier. Au nord de Rimski Šančevi se trouve la ville de banlieue : Čenej.

## Activités
Rimski Šančevi est l'emplacement de la décharge mais aussi d'une ancienne station météorologique construite en 1860. Le bâtiment de "NSSEME" s'y trouve de même.

## Commerce
Rimski Šančevi possède plusieurs marchés, notamment la grande épicerie "Agrocoop" ainsi que le centre commercial "Univer Export"

## Histoire
Rimski Šančevi traduit littéralement donne : Les-Tranchées-Romaines. Le quartier tient son nom à l'ex emplacement de tranchées hypothétiquement construites par les Romains. Cependant, les recherches ont prouvé qu'il ne s'agissait que d'une légende. Les Romains ne sont pas les auteurs des tranchées de Rimski Šančevi, on pense qu'il s'agirait des Sarmatians au IIIe siècle.

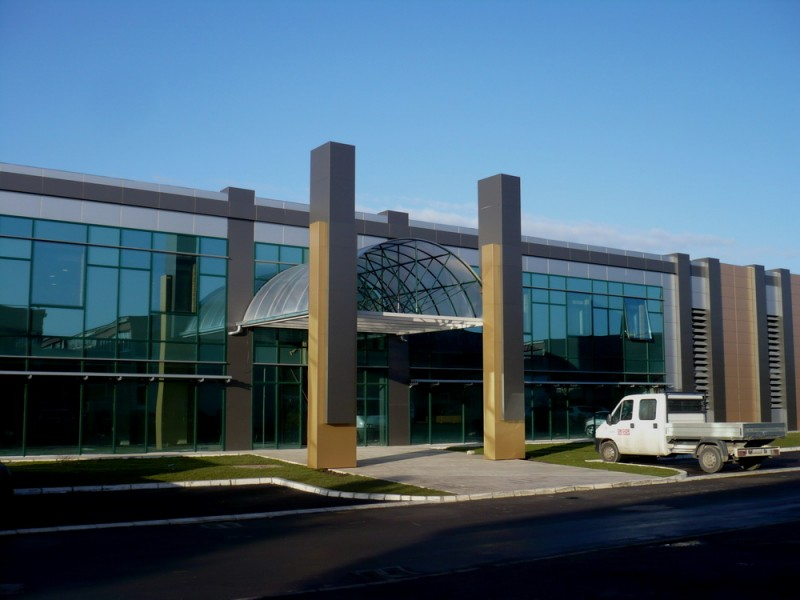
Le centre commercial "Univer Export" a Rimski Šančevi.
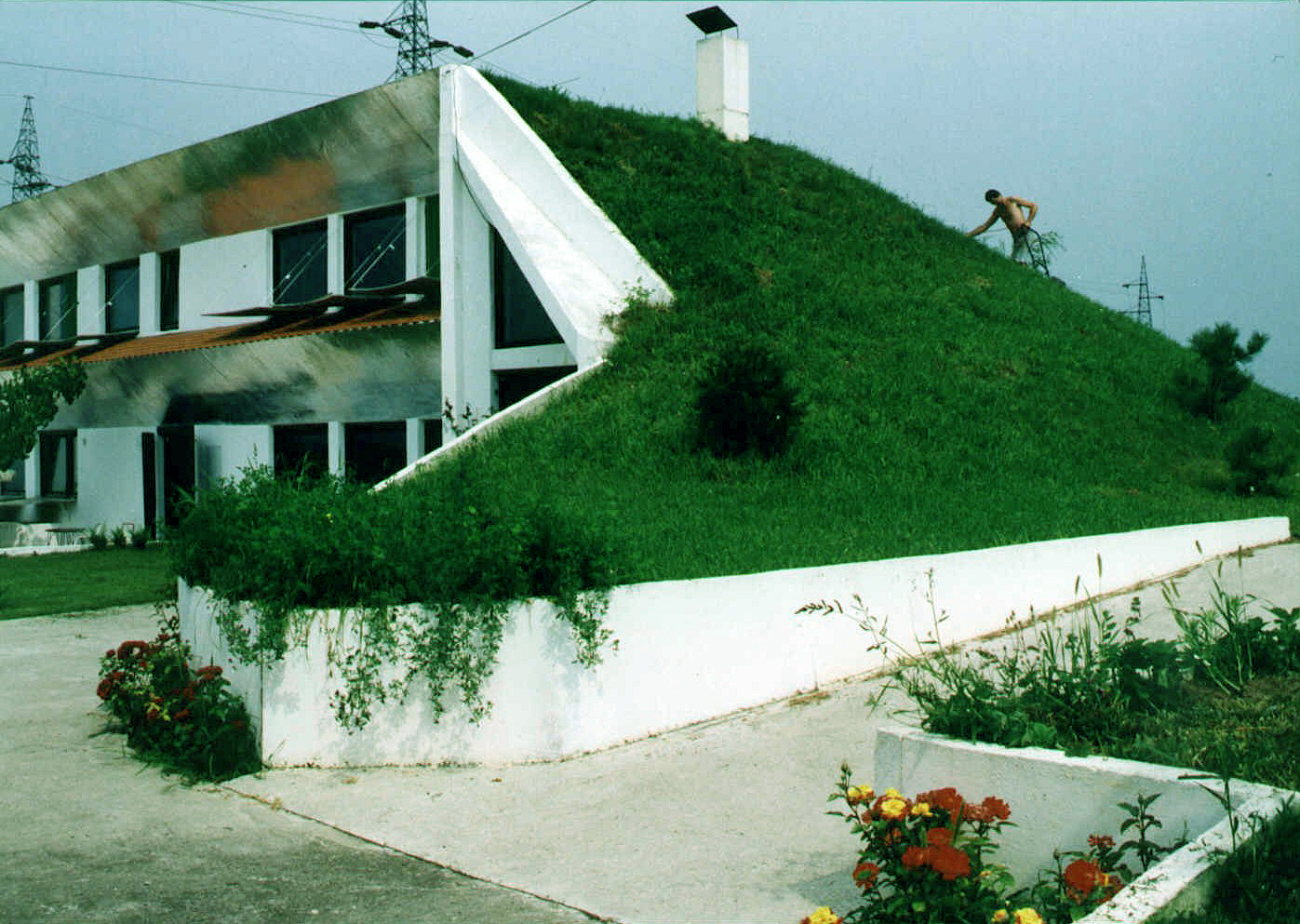
Maison écologique, créée par Veljko Milkovic, à Rimski Šančevi.
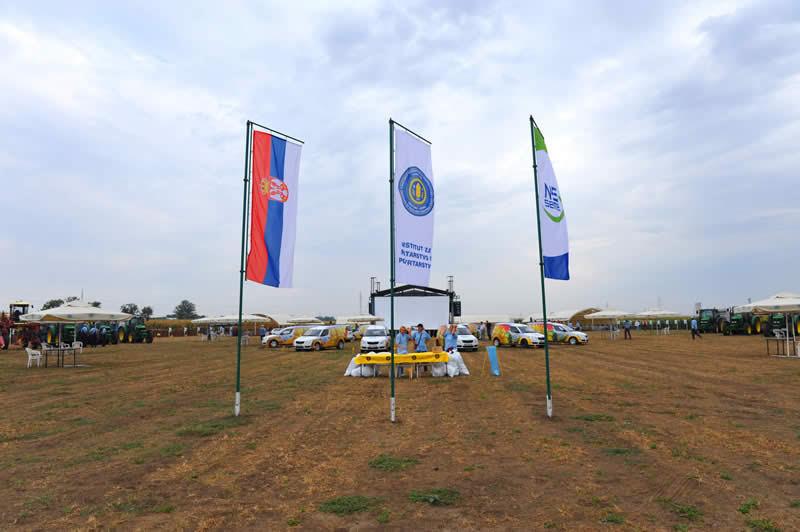
Champs de "NSSEME", à Rimski Šančevi.
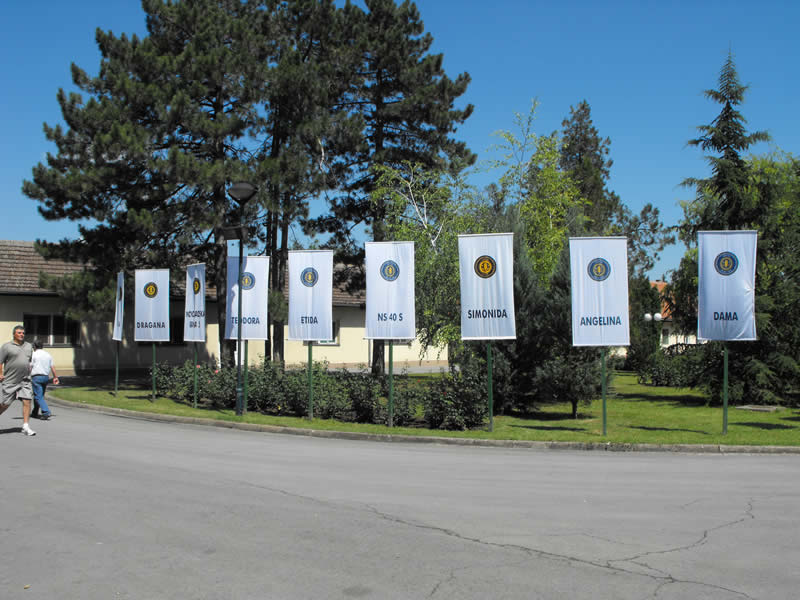
Rue à Rimski Šančevi.
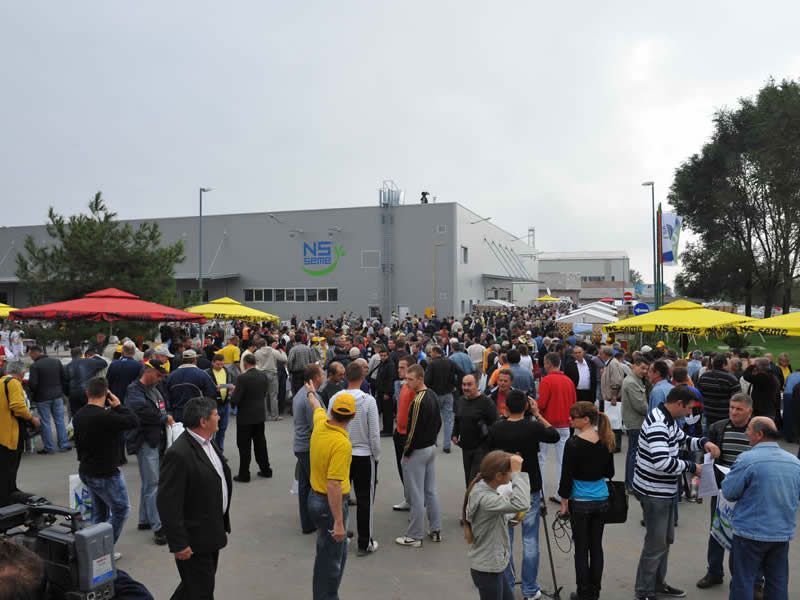
Le bâtiment de "NSSEME", à Rimski Šančevi.
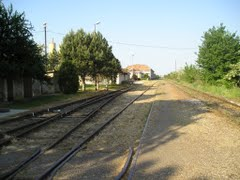
Près de la gare de Rimski Šančevi.